# 달린 러브
달린 러브(Darlene Love, 1941년 7월 26일 ~ )는 미국의 가수이자 배우이다.
필 스펙터의 프로듀스에 따라 더 블로섬스(The Blossoms)의 멤버로 활동을 시작하였는데, 역시 필 스펙터가 프로듀스한 더 크리스털스(The Crystals)의 곡에서 보컬을 맡으며 힘이 넘치는 노래로 두각을 나타냈다. 특히 빌보드 싱글 차트 1위를 기록한 〈He's a Rebel〉에서의 그녀의 목소리는 큰 호응을 얻었다.
2011년 로큰롤 명예의 전당에 단독으로 헌액되었다.
2013년작 다큐멘터리 영화 《스타로부터 스무 발자국》에 주연으로 출연하기도 했는데, 이 영화는 제86회 아카데미 장편 다큐멘터리 영화상 시상작이 되었다. 달린 러브는 감독 및 제작진과 함께 시상식 무대에 올라, 노래를 곁들이며 수상소감을 함께했다.

## 출연 영화
- 《리썰 웨폰 2》 (트리쉬 역)
- 《스타로부터 스무 발자국》 (본인 역)